# Stipsdorf
Stipsdorf település Németországban, Schleswig-Holstein tartományban. Lakosainak száma 244 fő (2023. december 31.).

## Népesség
A település népességének változása:
| Lakosok száma | 262  | 231  | 238  | 247  | 254  | 244  |
|               | 1975 | 2017 | 2019 | 2021 | 2022 | 2023 |